# Воронич
Воро́нич или Воронач — деревня и городище в Псковской области России. В дореволюционных источниках встречается также названия Вороночь, Вороначь и Вороничь.
Расположены в 3 км к северо-западу от районного центра, посёлка Пушкинские Горы, на берегу реки Сороть.
Деревня входит в состав городского поселения «Пушкиногорье».

## Население
| 2001 | 2002 | 2010 |
| ---- | ---- | ---- |
| 45   | ↘41  | ↘16  |

Численность населения деревни по оценке на конец 2000 года составляла 45 человек.

## История
Город Воронич, остатком укреплений которого является городище, был псковским пригородом XIV—XVI веках. Являлся частью цепи приграничных укреплений, защищавшей Псков с юго-запада. В 1426 году выдержал трёхнедельную осаду со стороны литовского войска Витовта. В XV столетии насчитывал более четырёх сотен домов. Также в нём находились несколько православных храмов и монастырей. Город достиг расцвета к XVI веку.

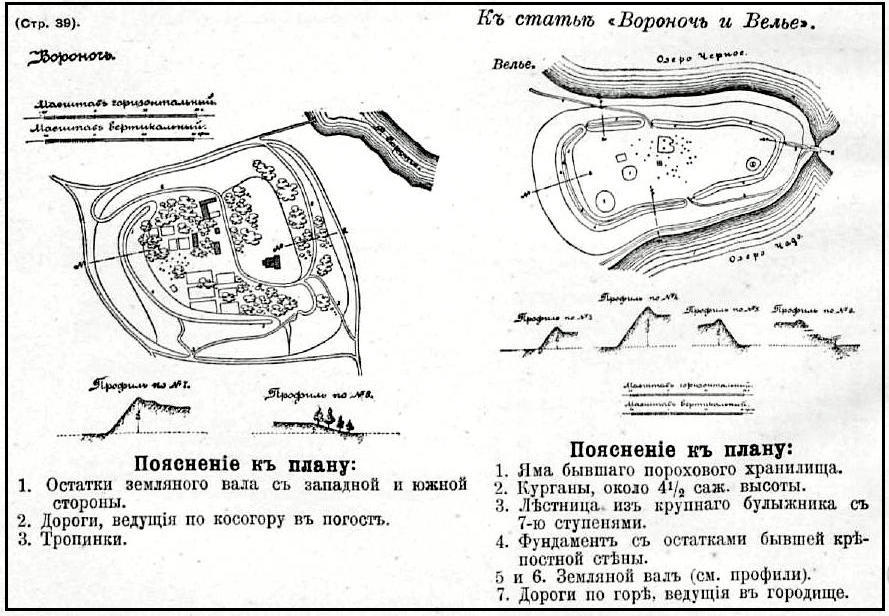
Рисунок из статьи «Вороночь»
(«Военная энциклопедия Сытина»)

В 1581 году город был полностью разрушен во время Ливонской войны войсками польского короля Стефана Батория и после уже не восстанавливался. С XVII века земли Воронича и окружавших его православных монастырей и храмов перешли в царскую вотчину.
В 1610 году в крепости Воронич обосновался отряд польско-литовских интервентов под командованием Александра Лисовского, который совершал отсюда набеги на Псковские земли.

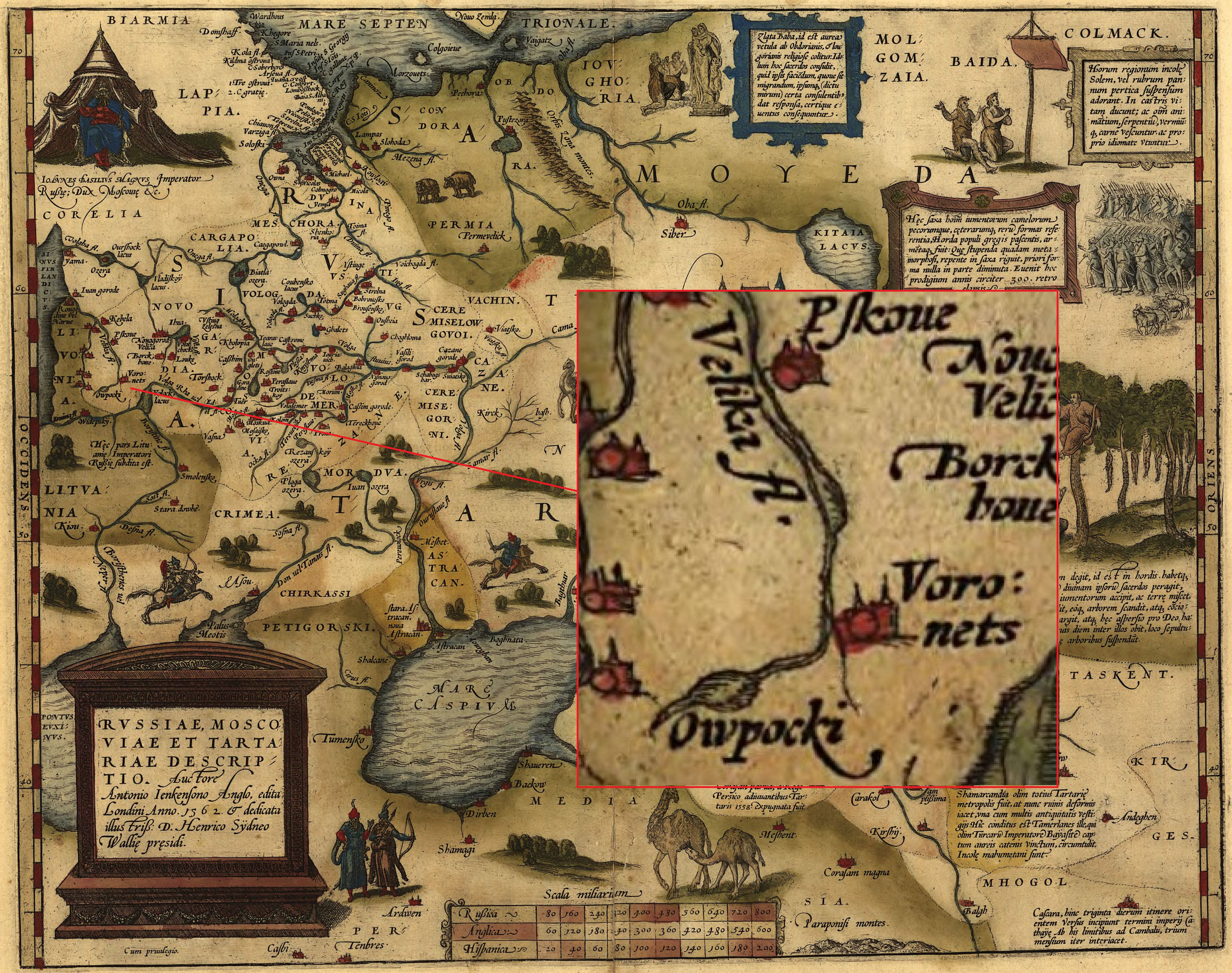
Воронич на карте из атласа Ортелиуса (1570)

В 1719 году Воронич в качестве пригорода был приписан к городу Опочка.
На городище Воронич находится родовое кладбище хозяев соседнего Тригорского, где у восточной алтарной стены храма святого Георгия Победоносца погребены А. М. Вындомский, А. Н. Вульф (их могилы находятся под общим памятником — белым мраморным крестом). Рядом под мраморной могильной плитой покоится прах мужа П. А. Осиповой И. С. Осипова. Около него под такою же плитой похоронена сама хозяйка Тригорского Прасковья Александровна Осипова.
Бывая в Михайловском, Александр Сергеевич Пушкин бывал и на Ворониче. На первоначальном заглавии к своей трагедии «Борис Годунов» Пушкин написал:
«Писано бысть Алексашкою Пушкиным,
В лето 7333
На городище Ворониче».
В настоящее время городище представляет собой холм с крутыми склонами и подковообразной вершиной, на которой находятся остатки крепостного вала; двух боковых дорог, ведших к воротам; остатки Ильинской церкви, родовое кладбище помещиков соседнего села Тригорского и восстановленная в 2007 году церковь Св. Георгия. Рядом с церковью похоронены С. С. Гейченко и С. В. Ямщиков.
С 1936 года городище Воронич входит в состав музея-заповедника А. С. Пушкина «Михайловское».
По соседству с городищем расположена деревня Воронич Пушкиногорского района Псковской области, а также Тригорское — музей-усадьба друзей А. С. Пушкина.

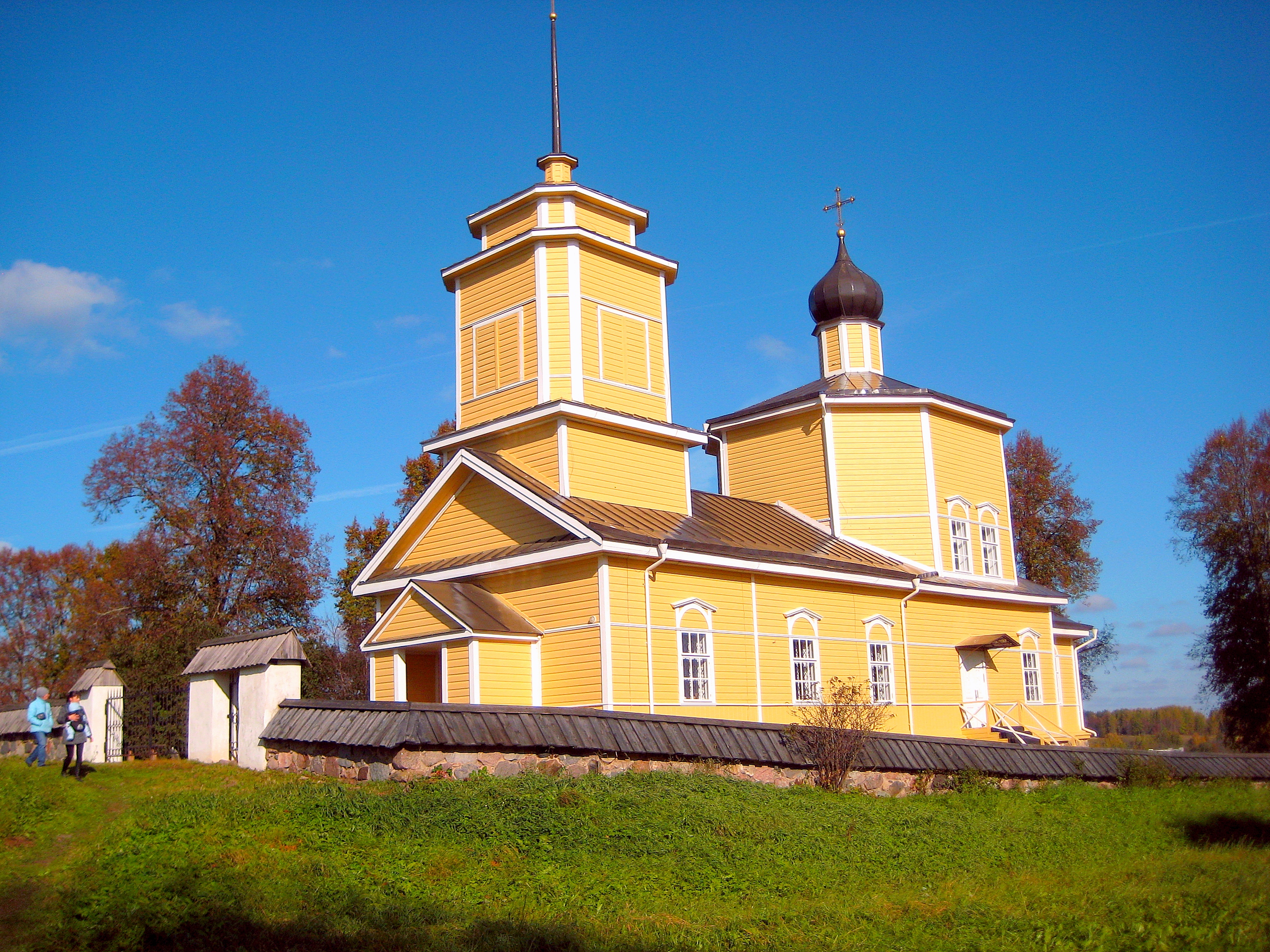
Городище Воронич. Георгиевская церковь

Весной 2023 года северный склон городища Воронич обвалился, и проход на городище был закрыт.